# Georg Kropp
Georg Kropp (* 1. Dezember 1865 in Swinemünde; † 21. Januar 1943 in Wüstenrot) war ein deutscher Publizist. Mit der von ihm 1921 gegründeten Bausparkasse, damals Gemeinschaft der Freunde (GdF) Wüstenrot genannt, heute Wüstenrot Bausparkasse, begann die Verbreitung von Bausparkassen in Deutschland.

## Leben

Georg Kropp mit seiner Familie 1901 in Neckargemünd

Kropp wollte den Beruf des Vaters ergreifen und Segelschiffskapitän werden. Dieser steuerte eine Bark mit dem Namen Lessing, mit dem er 1880 bei einem Sturm im Kattegat strandete. Der Vater fuhr seitdem nicht mehr zur See, sondern eröffnete eine Drogerie. Die aufkommende Dampfschifffahrt trug wohl dazu bei, dass auch Georg Kropp den Berufswunsch Segelschiffskapitän aufgab. Stattdessen erlernte er auf Wunsch des Vaters in Stettin den Beruf eines Drogisten. Anschließend besuchte er für zwei Semester die Drogisten-Akademie in Braunschweig, wo er 1888 das beste bislang dort vergebene Abschlusszeugnis erhielt. Im Jahre 1895 heiratete er seine Cousine Marie Wulff, mit der er drei Kinder hatte.
Nach dem Tod des Vaters 1895 gab er die Drogerie in Swinemünde auf. Die Familie zog mehrmals um. Mannheim, Heidelberg und Heilbronn waren die nächsten Stationen. In Heidelberg schrieb Kropp sich als Gasthörer in den Fächern Chemie und Pharmazie ein. Nebenbei war er ein großer Naturliebhaber, Pilzfreund und in der Organisation der Guttempler tätig. Kropp arbeitete im Ersten Weltkrieg als Kriegsberichterstatter, später als Pharmavertreter und Werbetexter für pharmazeutische Produkte. Er wurde ferner Laienprediger der Methodisten.
Er war Redakteur im Verlag Carl Rembold und Herausgeber des Glücksbuchkalenders (später Michel-Kalender). Außerdem redigierte er die im Jahre 1917 von dem Nürnberger Buchhändler August Henning (1867–1929) gegründete Fachzeitschrift "Pilz- und Kräuterfreund" (PuK). Diese ging 1921 – nach engagierten Vermittlungsverhandlungen durch Adalbert Ricken – in die Hände der Deutschen Gesellschaft für Pilzkunde (DGfP, heute DGfM) über. Unmittelbar danach wurde der "PuK" in "Zeitschrift für Pilzkunde" umbenannt. Kropp selber war, nachdem er die Gründungstagung organisiert hatte, Mitglied des ersten Vorstandes der DGfP, gewählt am 25. August 1921 in Nürnberg, unter der Versammlungsleitung von August Henning. Dieser Vorstand setzte sich folgendermaßen zusammen: Hans Kniep, Würzburg, 1. Vorsitzender; Ludwig Klein, Karlsruhe, 2. Vors.; G. Kropp, Heilbronn, Geschäftsführer; Stadtinspektor F. Quillig, Frankfurt am Main, Schatzmeister; Heinrich Zeuner, Würzburg, Schriftleiter; E. Herrmann, Dresden, und Ert Soehner, München, beide Beisitzer. Schon bald stellte sich aber heraus, dass Georg Kropp die neue, schwerpunktmäßig wissenschaftliche Orientierung den beiden Vorsitzenden nicht mittragen konnte. Er sah seinen Aufgabenbereich eingeschränkt und quittierte den Dienst. August Henning war kurz danach auch draußen. Seine im Jahre 1910 gegründete Pilz- und Kräuterzentrale bildete ab 1923 die Basis für die Abteilung Pilz- und Kräuterkunde in der Naturhistorischen Gesellschaft Nürnberg (NHG).
Kropp wohnte seit 1919 in Wüstenrot. Im Jahr 1920 veröffentlichte er sein Buch Aus Armut zum Wohlstand, in dem er erste Ideen zu einer Art Bausparen ansprach. Am 22. Juli 1921 fand die Gründungsversammlung der Gemeinschaft der Freunde Wüstenrot (GdF) statt, und am 17. August 1921 erfolgte die Eintragung ins Vereinsregister. Zu den Gründungsmitgliedern gehörten unter anderem die erste weibliche Landtagsabgeordnete Mathilde Planck und der Leiter der Stuttgarter Postkrankenkasse Robert Ankele. Bis 1936 war Mathilde Planck dort Vorstandsmitglied und Mitglied im Aufsichtsrat. Wegen der damaligen Inflation entstandene Geldverluste ersetzte Kropp seinen Bausparern aus seinem privaten Vermögen. Im Mai 1922 löste er die GdF auf.
Am 16. Februar 1924 fand im alkoholfreien Speisehaus Silberner Hecht in Stuttgart die Wiedereröffnungsversammlung der GdF statt. Es wurde beschlossen, die Gesellschaft in eine GmbH umzuwandeln. Damit war die erste deutsche Bausparkasse gegründet, für die Kropp auf ausgedehnten Vortragsreisen in ganz Deutschland warb, besonders unter seinen Freunden bei den Guttemplern. Die Wohnungsnot war nach dem Ersten Weltkrieg besonders groß; damit fiel die Idee des Bausparens auf fruchtbaren Boden.

„Jeder Familie ihr Eigenheim“

Ende 1925 bestanden bereits 10.600 Bausparverträge. Die GdF Wüstenrot wurde ein großer Erfolg und leitete die Verbreitung von Bausparkassen in Deutschland ein. Die erste Bausparkasse in Deutschland war es freilich nicht; bereits 1885 hatte Friedrich von Bodelschwingh die erste deutsche Bausparkasse, die Bausparkasse für Jedermann, gegründet.

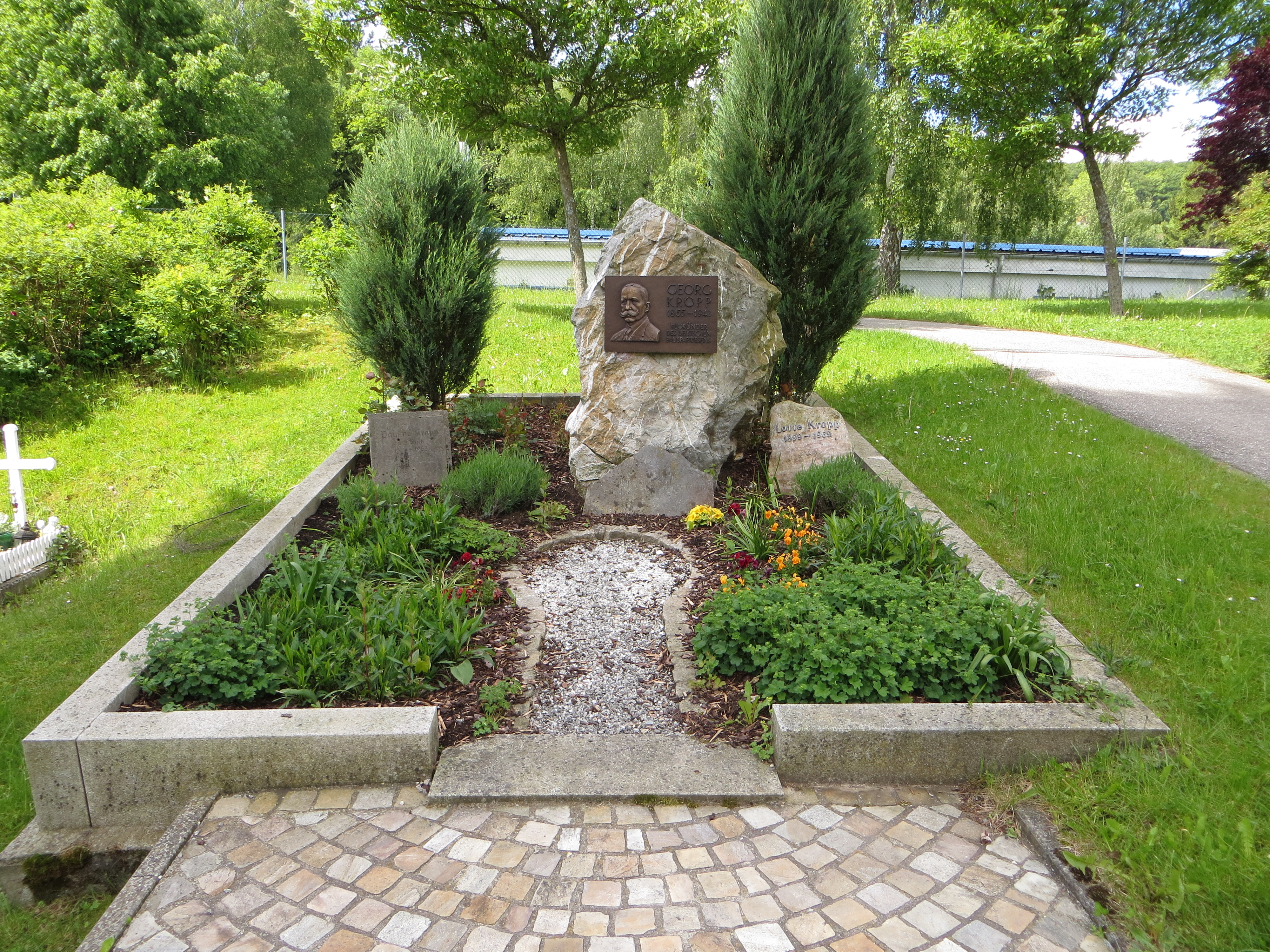
Ehrengrab Kropps auf dem Wüstenroter Friedhof

Georg Kropp war bei der Gründung der GdF schon fast 60 Jahre alt. Seit 1924 war er Schriftleiter der Hauszeitschrift Mein Eigenheim und Geschäftsführer der GdF. 1925 gab er die Geschäftsführung ab und übernahm den Vorsitz des Aufsichtsrates.
Als 1930 der Sitz des Unternehmens gegen Kropps Willen von Wüstenrot nach Ludwigsburg verlegt wurde, trat Georg Kropp von allen seinen Ämtern bei der GdF zurück. Kropp gründete 1930 in Wüstenrot die Neue Bausparkasse, die aber bereits 1934 liquidiert werden musste. Am 1. Dezember 1930 wurde er anlässlich seines 65. Geburtstages zum Ehrenbürger der Gemeinde Wüstenrot ernannt.
Im Jahr 1943 starb Georg Kropp in Wüstenrot. Er erhielt ein Ehrengrab auf dem Friedhof der Gemeinde Wüstenrot. Auf einer Steinplatte steht sein Lebens- und Arbeitsmotto: „Wille, Sparen, Gottvertrauen / werden Vaterhäuser bauen.“ Ein weiteres Lebensmotto von Georg Kropp lautete: „Taten, nicht Tinte, Werke, nicht Worte.“
In Kropps Wüstenroter Wohnhaus, in dem die GdF Wüstenrot ihre Arbeit aufnahm, ist seit 1984 eine Gedenkstätte eingerichtet, die 1996 zu einem Bauspar-Museum erweitert wurde.

## Schriften
- Aus Armut zum Wohlstand: Die Not der Zeit und wie wir sie überwinden können; Ein Buch für unpolitische Leute, Eigen-Heim-Verlag, Wüstenrot 2. Aufl. 1926, Neuauflage von Eberhard Langer, Hess Verlag, Bad Schussenried 2012, ISBN 978-3-87336-945-0.